# Gmina Visoko
Gmina Visoko (chorw. Općina Visoko) – gmina w Chorwacji, w żupanii varażdińskiej. W 2011 roku liczyła  1518 mieszkańców.